# Семеновська фортеця
Семеновська фортеця — оборонна споруда Московського царства, що існувала в кінці XVII — на початку XVIII сторіччя в гирлі річки Міус Ростовської області, на південній околиці села Біглиця.

## Історія
Восени 1674 року з Москви на Дон був відправлений воєвода, князь Петро Хованський-Змій для будівництва фортеці над річкою Міус. Ця ідея тоді не була реалізована, оскільки під будівництво фортеці не було виявлено вдалого місця. Фортеця була побудована пізніше, у 1698 році, й стала відома під назвою Міус. Пізніше була перейменована на Семеновську фортецю.
Споруда була побудована у формі неправильного прямокутника з 4 бастіонами й 2 напівбастіонами. Були створені одні ворота, що зі степової сторони захищав напівбастіон. Земляний вал був заввишки 3,5 метра, його глибина становила 2 метри, а ширина 6 метрів. Розмір площі був 600х500 метрів.
Станом на 1699 рік в гарнізоні налічувалося 421 особа, серед яких були списоносці, рейтари й солдати. Водночас у фортеці перебували козаки, що виконували огляд купецьких судів. За мирною угодою у 1711 році фортеця була частково зруйнована й вона підпала під владу Запоріжжя.
У XXI столітті проглядаються обриси фортеці на березі Міуського лиману. Частина фортеці змита береговою лінією. Часом на території колишньої фортеці проводяться археологічні дослідження й розкопки. В ході досліджень виявлено елементи кераміки та курильних трубок.